# Bawarska Biblioteka Państwowa
Bawarska Biblioteka Państwowa (niem. Bayerische Staatsbibliothek, dawna nazwa łacińska: Bibliotheca Regia Monacensis) – centralna biblioteka Bawarii, znajdująca się w Monachium, założona w 1558 przez Albrechta V Bawarskiego jako biblioteka dworska Wittelsbachów. Obecnie jest trzecią pod względem wielkości zbiorów biblioteką w Niemczech (po Niemieckiej Bibliotece Narodowej i Bibliotece Państwowej w Berlinie).
W roku 2016 budżet BSB wynosił 54 107 000 euro. Biblioteka zatrudnia ponad 800 pracowników, zarejestrowanych jest ponad 72 tysiące aktywnych użytkowników, którzy dokonali ponad 1,3 miliona wypożyczeń w roku. Z ponad milionem zdigitalizowanych dzieł posiada największy zbiór danych cyfrowych spośród wszystkich bibliotek niemieckich. BSB stale zwiększa zakres oferowanych usług cyfrowych i internetowych.
Bawarskiej Bibliotece Państwowej jest podporządkowanych organizacyjnie 10 bibliotek regionalnych.

## Historia
Od 1663 roku w Bawarii obowiązuje ustawa o depozycie prawnym, według której dwie kopie każdej wydanej w Bawarii publikacji należy przesyłać do Bawarskiej Biblioteki Państwowej. Zasada ta pozostała niezmieniona do dziś.
W latach 1807–1827 biblioteka była zarządzana przez Bawarską Akademię Nauk. Od 1829 do 1918 nosiła nazwę Królewska Biblioteka Dworska i Państwowa (Königliche Hof- und Staatsbibliothek). W 1919 roku została przemianowana na Bawarską Bibliotekę Państwową.

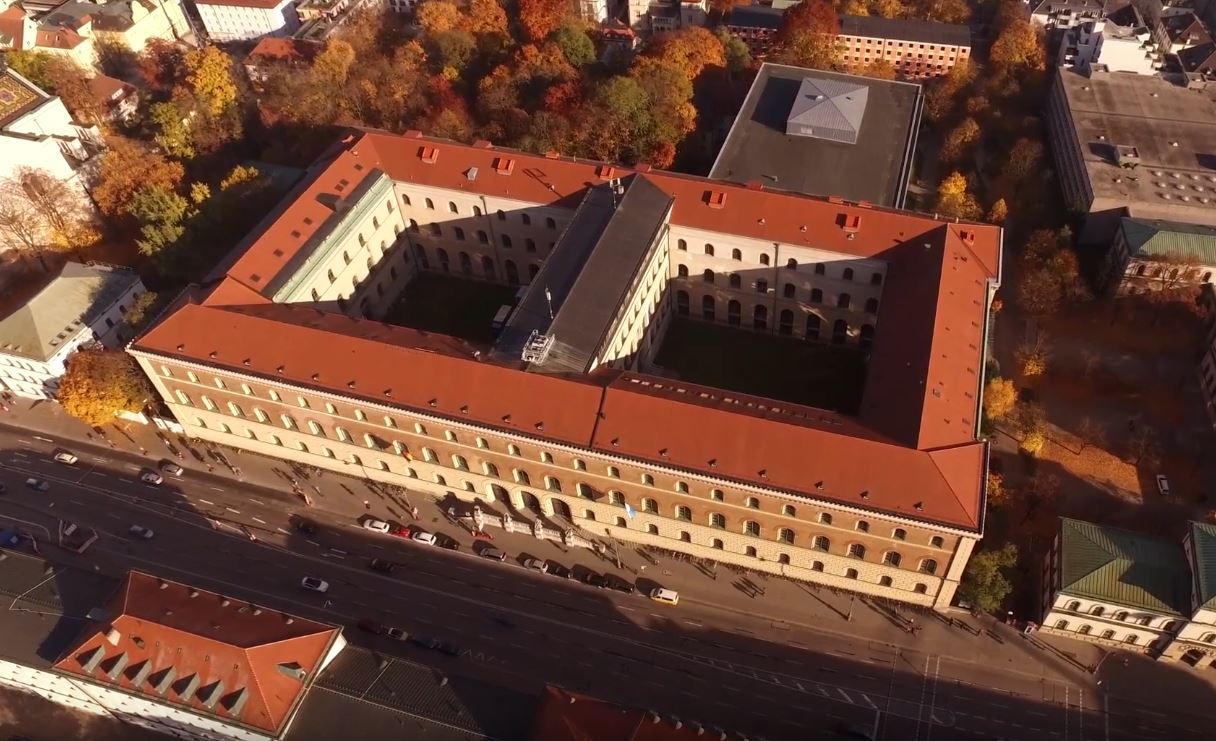
Widok lotniczy

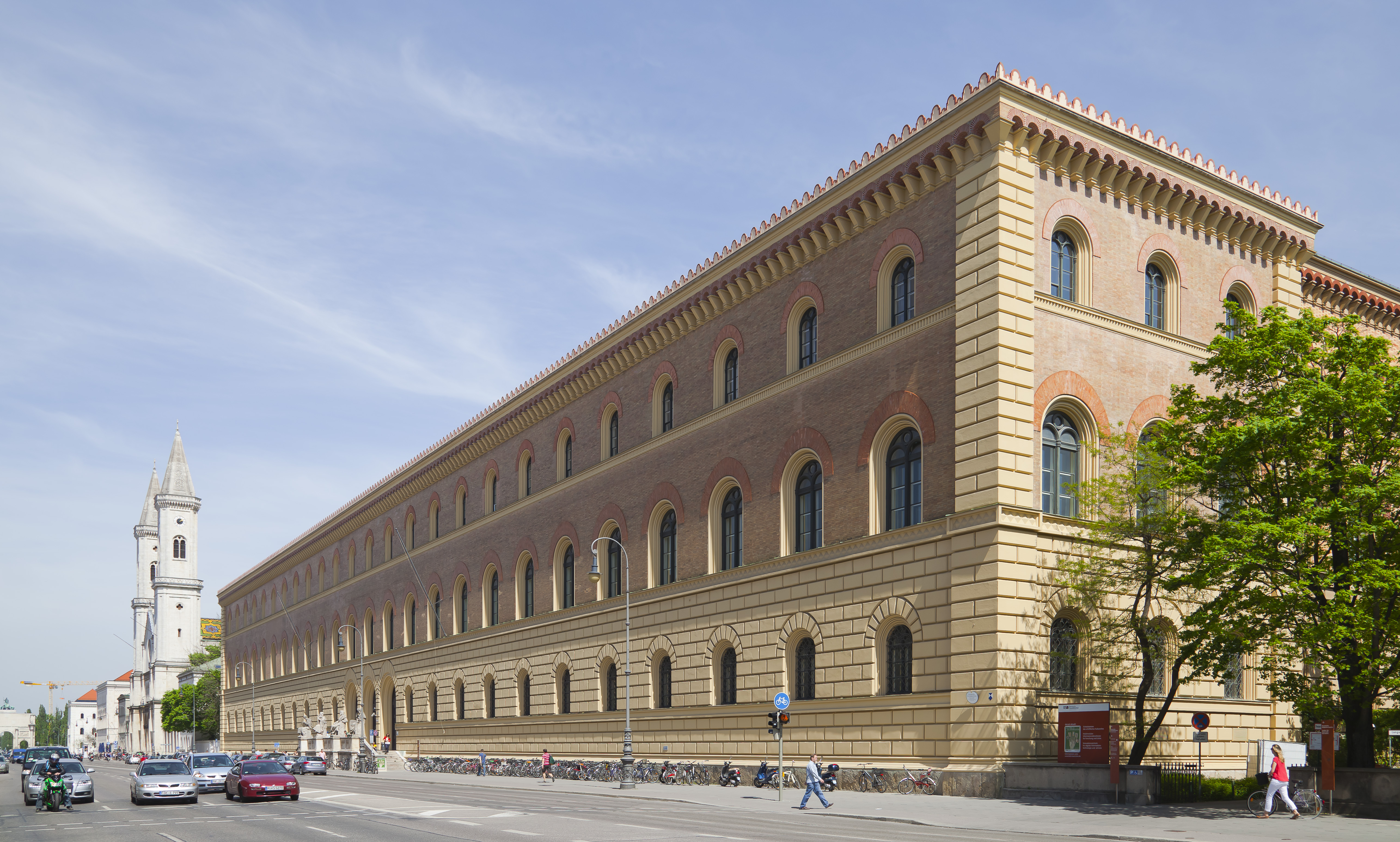
Fasada budynku biblioteki

Obecny budynek biblioteki został zaprojektowany przez bawarskiego architekta Friedricha von Gärtnera w latach 1832–1843. Styl podłużnego budynku z dwoma dziedzińcami oparty jest na architekturze pałacowej wczesnego renesansu włoskiego. W pierwszej dekadzie XIX wieku bibliotekarze Johan Christoph von Aretin i Martin Schrettinger przeprowadzili gruntowną reorganizację zbiorów. Powstały liczne oddziały tematyczne (manuskryptów, muzyki, map, Europy Wschodniej, orientalny, krajów Azji Wschodniej).
W czasie II wojny światowej utracono ponad 500 tysięcy wolumenów ze zbiorów. Sam budynek został zniszczony w 85 procentach, jego odbudowa rozpoczęła się w 1946 roku. Od 1960 przy bibliotece działa Instytut Restauracji Książek i Rękopisów. W marcu 2007 BSB, jako pierwsza instytucja w krajach niemieckojęzycznych ogłosiła przystąpienie do programu Google Book Search udostępniającego w internecie książki, do których prawa autorskie już wygasły. Współpraca z firmą Google Inc. odbywa się w ramach partnerstwa publiczno-prywatnego. Ówczesny dyrektor naczelny BSB, Rolf Griebel, oświadczył wówczas: 
Otwieramy dziś naszą bibliotekę na świat i wkraczamy w erę cyfrową. Jest to decydujący krok naprzód w realizacji prawdziwego celu istnienia bibliotek — udostępniania książek i zawartej w nich wiedzy. Czeka nas fascynujące zadanie polegające na otwarciu bogatej niemieckiej tradycji literackiej dla czytelników z całego świata i umożliwieniu im korzystania z niej w internecie.